# Extreme Rules (2022)
Cet article concerne l'édition 2022 du pay-per-view Extreme Rules. Pour toutes les autres éditions, voir WWE Extreme Rules.
L’édition 2022 de Extreme Rules est un Premium Live Event de catch (lutte professionnelle) produit par la World Wrestling Entertainment, une fédération de catch américaine qui est télédiffusée et visible en paiement à la séance sur le WWE Network. L'événement a eu lieu le 8 octobre au Wells Fargo Center à Philadelphie (Pennsylvanie). Il s'agit de la quatorzième et dernière édition d'Extreme Rules. C'est la première fois que le PLE se déroule au cours d'une période automnale.

## Contexte
Les spectacles de la World Wrestling Entertainment (WWE) sont constitués de matchs aux résultats prédéterminés par les scénaristes de la WWE. Ces rencontres sont justifiées par des storylines – une rivalité avec un catcheur, la plupart du temps – ou par des qualifications survenues dans les shows de la WWE telles que Raw, SmackDown, 205 Live et NXT. Tous les catcheurs possèdent un gimmick, c'est-à-dire qu'ils incarnent un personnage gentil (Face) ou méchant (Heel), qui évolue au fil des rencontres. Un événement comme Extreme Rules est donc un événement tournant pour les différentes storylines en cours,.

## Tableau des matchs
| Ordre par numéros                                                                         | Résultat | Stipulation(s)                                                 | Temps |
| ----------------------------------------------------------------------------------------- | --- | -------------------------------------------------------------- | ----- |
| 1                                                                                         | The Brawling Brutes (Sheamus, Ridge Holland et Butch) battent Imperium (Gunther, Ludwig Kaiser et Giovanni Vinci) | 6-Man Good Old Fashioned Donnybrook Tag Team match             | 17:50 |
| 2                                                                                         | Ronda Rousey bat Liv Morgan (c) par soumission                                                                    | Extreme Rules match pour le WWE SmackDown Women's Championship | 12:05 |
| 3                                                                                         | Karrion Kross (avec Scarlett) bat Drew McIntyre                                                                   | Strap match                                                    | 10:20 |
| 4                                                                                         | Bianca Belair (c) bat Bayley (avec Dakota Kai et IYO SKY)                                                         | Ladder match pour le WWE Raw Women's Championship              | 16:40 |
| 5                                                                                         | Finn Bálor bat Edge                                                                                               | «I Quit» match                                                 | 29:55 |
| 6                                                                                         | Matt Riddle bat Seth "Freakin" Rollins par soumission                                                             | Fight Pit match Daniel Cormier sera l'arbitre spécial.         | 16:35 |
| La lettre C placée entre parenthèses désigne la personne ou l’équipe championne en titre. | |                                                                |       |